# Radio Manquehue
Radio Manquehue fue una estación radial chilena ubicada en el 105.7 MHz del dial FM en Santiago. Fue la hermana de radio El Conquistador, creada por la familia Molfino-Bürkert, el 27 de agosto de 1985. Como empresa figuraba con el nombre de Radiodifusora Santa Lucía Ltda. En su trayecto alcanzó a tener tres frecuencias: 105.7 en Santiago de Chile, 95.9 en el Gran Valparaíso y Viña del Mar, 104.9 en La Serena/Coquimbo.

## Historia
Su estilo musical se encasillaba en el adulto joven. Su primera voz institucional, era del desaparecido actor mexicano Claudio Brook, les siguieron las de Francisco "Pancho" Amenábar, Marcelo Jiménez Sufán, Juan Guillermo Vivado, Eduardo Palacios y Antonino Pirozzi Villanueva.
Por esta radio pasaron locutores como Francisco "Pancho" Amenábar, Marcelo Jiménez, Juan Guillermo Vivado, Eduardo Palacios, María Teresa Balmaceda, Carolina Gutiérrez, Ángel Carcavilla, Fernando Larraín, Anita Odone, Marcelo Comparini, Roberto Dueñas, Matías Fuentes, Jorge Denegri y la periodista Jessica Soto Huerta (ex RadioActiva y quien trabaja actualmente en el Senado de Chile).
La particularidad de esta radio es que tenía una parrilla musical muy especial, combinaba los años '70, '80 y '90 y ponía canciones que no tocaban en otras radios.
Manquehue FM fue galardonada con el Premio Apes en 1994 como Mejor Aporte Radial, lo mismo para una de sus voces, el destacado periodista y locutor chileno Eduardo Palacios Urzúa como Mejor Locutor Radial FM en 1995.[cita requerida]
Manquehue FM permaneció al aire hasta el 19 de agosto de 1999, dos días después pasó a llamarse Radio FM Para Ti con una línea musical en español; esta radio duró 7 años, además de tener una expansión por todo el país. sin embargo, en enero de 2007 volvieron a un estilo parecido a Manquehue pero con el nombre de X FM(excepto la de Iquique que fue vendida a la Universidad Arturo Prat), sin embargo al poco tiempo su frecuencia de Santiago fue vendida a Canal 13 convirtiéndose en Sonar FM el 29 de julio de 2009, además de reducir drásticamente la presencia de la radio a lo largo del país. Las frecuencias de Valparaíso y La Serena aún operan bajo ese nombre.

## Programación
Sus programas emblemáticos fueron los Especiales en la Más Alta Cumbre, que en 1993 cambia su nombre por Adult Rock Music con Juan Guillermo Vivado (1989-1997) y Eduardo Palacios (1997-1999), Línea Abierta con María Teresa Balmaceda, Eduardo Palacios y Carolina Gutiérrez (1993-1997), Escape Libre con Ángel Carcavilla (1995-1997) y Matías Fuentes (1998), La Bodega con Eduardo Palacios (1994-1997), Manquehue en Vivo con Francisco Amenábar (1993-1997), Hasta Cuándo! con Fernando Larraín (1996-1998), L'Ora Italiana con Anita Odone (1997), Memoria de Elefante con Marcelo Comparini (1997-1998), Entre Tiempo con Roberto Dueñas (1998), Departamento de Soltero con el actor Jorge Denegri (1998), Coffee Break con Roberto Dueñas y Jessica Soto Huerta (1999), Metiendo Cambios con Fernando Larraín y Matías Fuentes (marzo-agosto 1999), y el Bailable Club Mix, los viernes y sábados desde las 23.00 hrs. a las 2.00 a.m.

## Eslóganes
- 1985-1991: Manquehue FM, 100 kilowatts de credibilidad
- 1990-1992: Radio Manquehue, un paso adelante en noticias
- 1992: Radio Manquehue FM, música y noticias en vivo
- 1993-1998: Manquehue FM, sabe ser joven
- 1993-1998: Manquehue, correcta alternativa musical
- 1996-1998: Manquehue FM, más programas, más entretención
- 1998-1999: El 105.7 para tus orejas